# Грузовой крюк

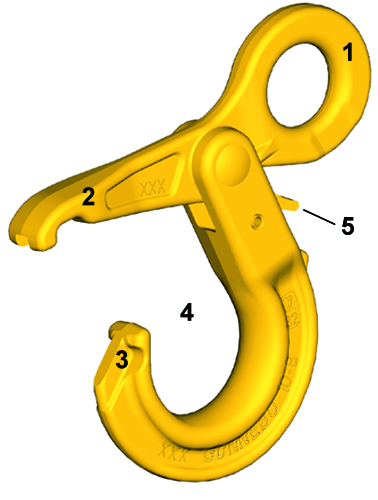
Самозащелкивающийся крюк

Грузовой крюк — грузозахватный орган, применяемый в грузоподъёмной технике и других отраслях в качестве вспомогательного.
Каждый крюк должен выдерживать статическую нагрузку, превышающую его грузоподъёмную силу на 25 %. Грузовые крюки снабжают предохранительными замками, предотвращающими самопроизвольное выпадение съёмного грузозахватного приспособления.

## Общие сведения
В грузоподъёмных машинах и механизмах находят применение кованые (штампованные) и пластинчатые крюки. На кранах большой грузоподъёмности, а также для подъёма длинномерных грузов применяют двурогие крюки.
Допускается применение крюков без предохранительных замков:
- в портальных кранах;
- в кранах, транспортирующих расплавленный металл или жидкий шлак;
- при использовании гибких грузозахватных приспособлений.

Кованые и штампованные крюки разделяют на однорогие и двурогие.

## Устройство

### Кованый крюк

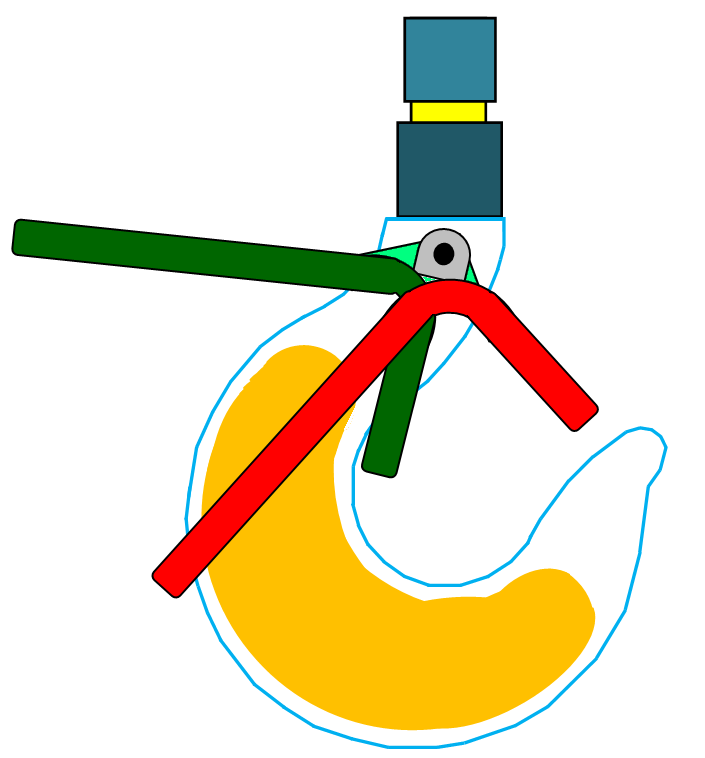
Кованый однорогий крюк

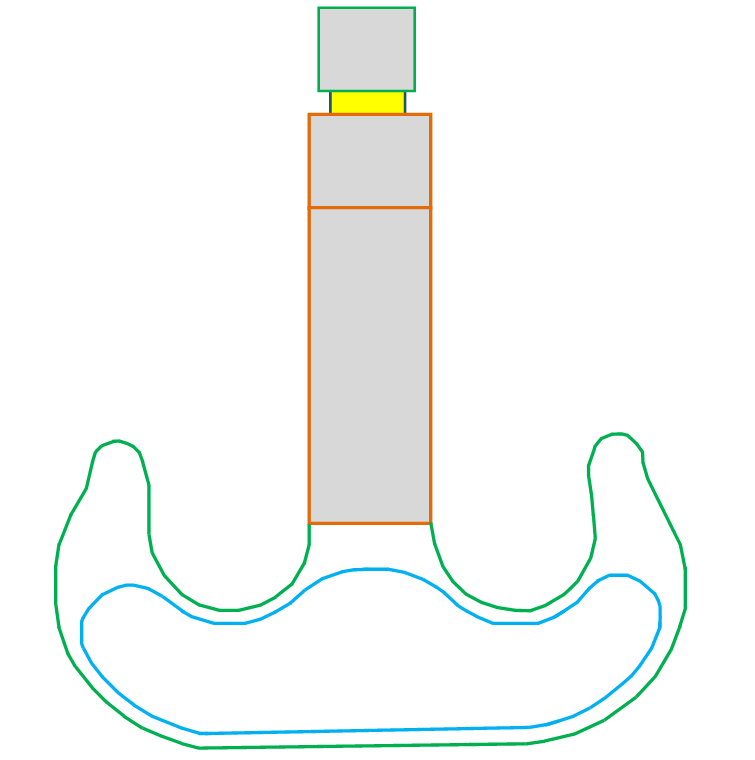
Кованый двурогий крюк

Кованые крюки изготовляют, в основном, из стали 20 (ГОСТ 1050-88) или из стали 20Г (ГОСТ 4543-71). Кованые (штампованные) крюки изготовляют на дорогостоящем и громоздком кузнечно-прессовом оборудовании. Изготовление крюков литьём не нашло широкого распространения, вследствие возможного появления раковин, трещин, шлаковых и других включений, которые могут явиться причиной их поломки.
Кованые однорогие (штампованные) крюки (ГОСТ 6627-74) имеют грузоподъёмность:
- 0,4—20 т — для машин и механизмов с ручным приводом;
- 0,32—100 т — для машин и механизмов с машинным приводом — при лёгком и среднем режимах работы машины;
- 0,25—80 т — для машин и механизмов с машинным приводом — при тяжёлом и весьма тяжёлом режимах работы машины.

Кованые двурогие (штампованные) крюки (ГОСТ 6628-73) имеют грузоподъёмность:
- 8—20 т — для машин с ручным приводом;
- 5—100 т — для машин с машинным приводом — при тяжёлом и весьма тяжёлом режиме работы машины.

### Пластинчатый крюк

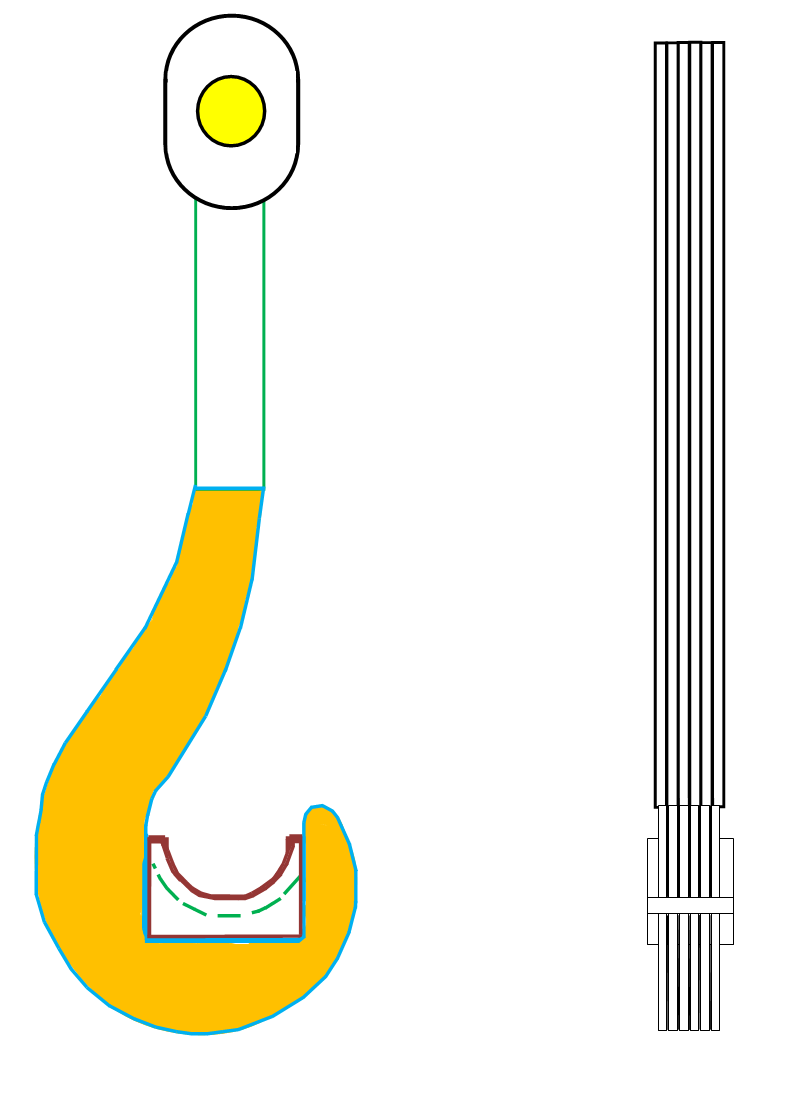
Пластинчатый крюк

Крюки большой грузоподъёмности в основном выполнены пластинчатыми из отдельных элементов, вырезанных из листовой стали. Для более равномерной загрузки пластин в зеве крюка закрепляют вкладыши из мягкой стали, внешняя форма которых обеспечивает укладку строповых канатов с плавными перегибами.
Пластинчатые крюки (ГОСТ 6619-75) выпускают следующих типов:
- однорогие грузоподъёмностью 40—315 т для литейных кранов;
- двурогие грузоподъёмностью 80—320 т для кранов общего назначения.

## Грузовая петля

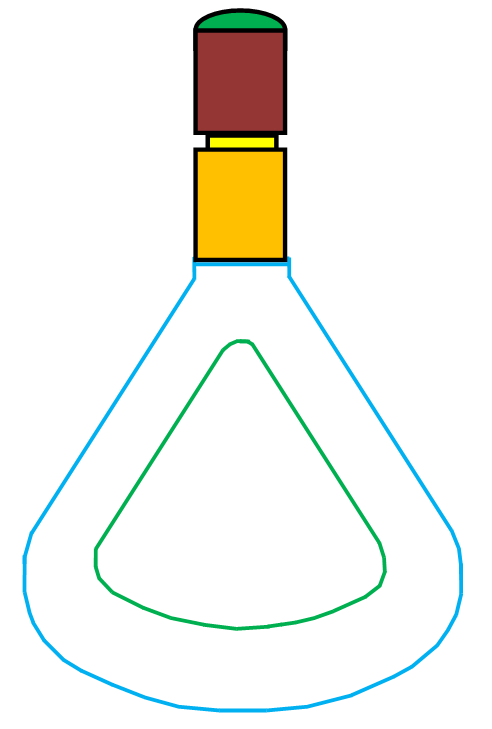
Цельнокованая петля

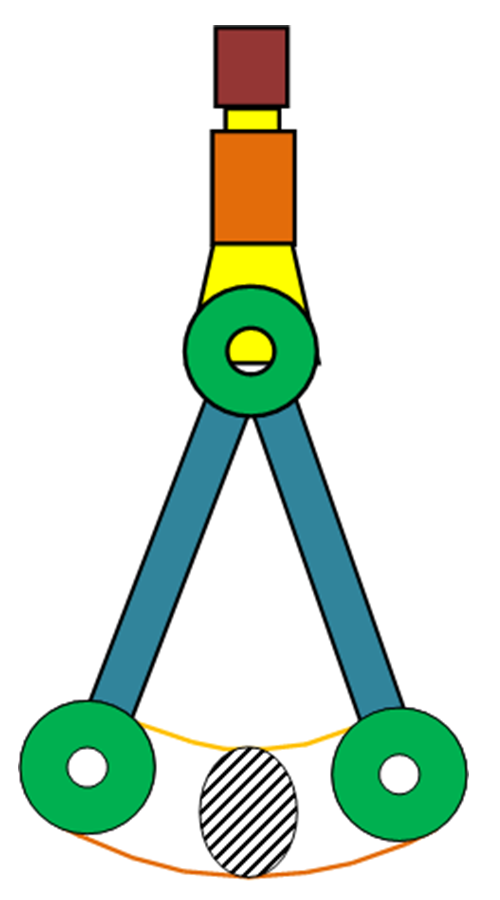
Составная петля

В качестве универсальных грузозахватных устройств используют также грузовые петли, имеющие меньший вес по сравнению с крюками той же грузоподъёмности вследствие более благоприятных условий нагружения. Однако при подвешивании грузов стропы приходится пропускать в отверстие петли.
Грузовые петли выполняют цельноковаными или составными из шарнирно-соединённых элементов. Грузовые петли изготовляют обычно из стали 20 (ГОСТ 1050-88). Вследствие более чёткого нагружения элементов составной петли её изготовление не требует прессового оборудования.
Поперечину петли следует рассматривать как криволинейную статически определимую балку, нагруженную в среднем сечении сосредоточенной нагрузкой, равной грузоподъёмной силе петли.

## Крюковая подвеска

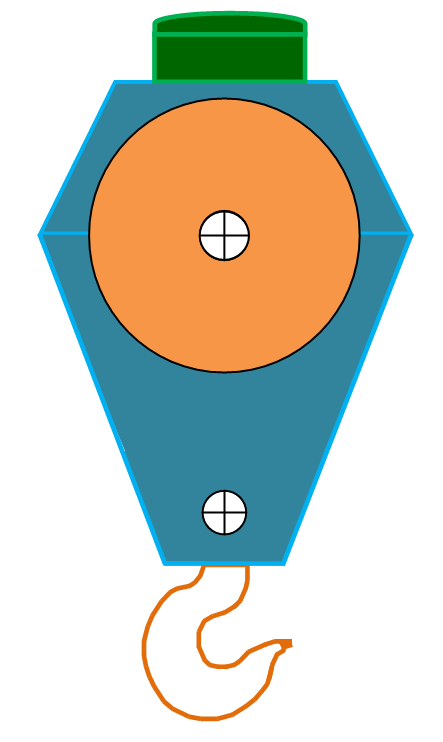
Одноосная подвеска кранов серии БКСМ

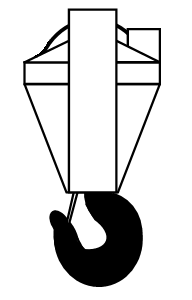
Крюковая подвеска гусеничных кранов RDK

Крюковые подвески — это грузозахватные органы крана. Они служат для соединения грузового крюка с подъёмным канатом. Конструкция крюковой подвески зависит от числа ветвей каната, числа и относительного расположения блоков, конструкции крюка и т. п.
По количеству осей, на которых находятся канатные блоки, крюковые подвески бывают:
- одноосные;
- двухосные;
- трёхосные (блочные).

Они состоят из двух щёк — литых или из листового металла, между которыми на осях вращаются канатные блоки. В нижней части щёк траверсой закреплён грузовой крюк.
Массу крюковых подвесок, при проектировании, подбирают так, чтобы они опускались без груза на крюке под действием собственной силы тяжести, вытягивая грузовой канат, на котором они подвешены.
По размеру различают два типа крюковых подвесок:
- нормальные;
- укороченные. Имеет меньший размер по высоте, поэтому можно осуществлять подъём груза на несколько большую высоту по сравнению с нормальной подвеской. Укороченную подвеску применяют только при чётной кратности полиспаста.

### Описание
Наиболее простыми крюковыми подвесками являются подвески для одного каната. В этом случае один конец каната выполнен с коушем или закреплён в конической втулке с заливкой её металлом. К втулке с проушиной прикрепляют нестандартный крюк с кольцом в хвостовой части. В тех случаях, когда масса крюка и свисающей части каната будет недостаточной для опускания крюка без груза при работе подъёмного механизма на опускание груза, крюковую подвеску снабжают специальным грузом, при этом для удобства соединения каната с крюком вводится промежуточный элемент в виде сварной цепи.
Недостатком таких соединений крюка и каната является вращение конца каната относительно собственной продольной оси, что вызывает вращение груза.

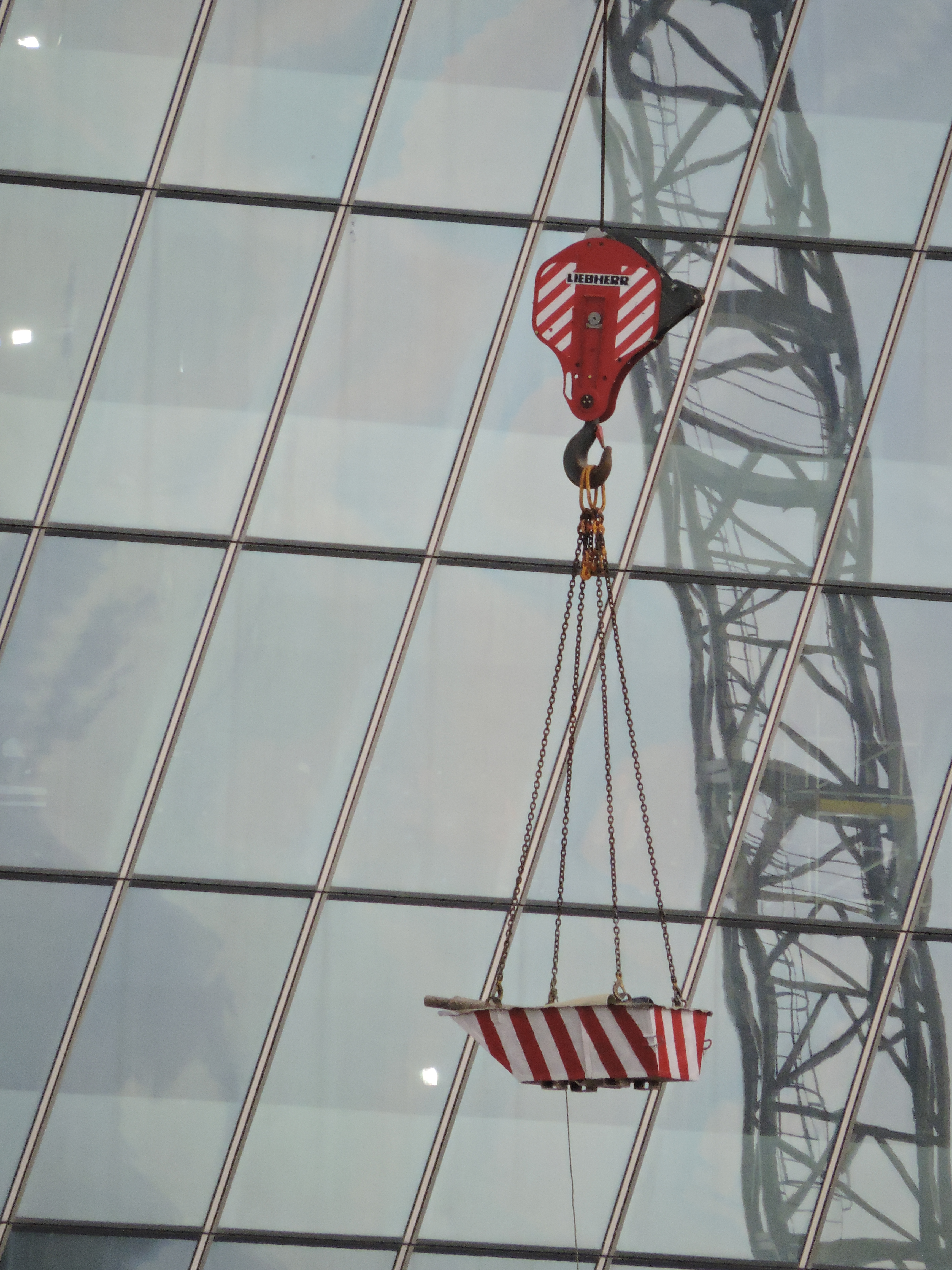
Одноканатная крюковая подвеска

Для использования стандартного крюка в подвеске для одной ветви каната часто используют так называемый вертлюг, выполненный в виде треугольной рамы. Нижняя горизонтальная часть вертлюга имеет утолщение, в котором предусмотрено вертикальное отверстие со сферической поверхностью под гайку. Стандартный крюк фиксируется в вертлюге с помощью гайки, нижняя поверхность которой выполнена также сферической. Наличие сферических поверхностей позволяет крюку с грузом самоустанавливаться по вертикали, что исключает наличие изгибающего момента в хвостовой части крюка. Вертлюг подвешивают к канату с помощью кольца, цепи и коуша или с помощью конической втулки с проушиной. Крюки при нагрузках более 30 кН выполняются вращающимися на шариковых закрытых опорах.
Большое применение находят крюковые подвески на нескольких ветвях грузового каната, когда усилие со стороны грузового крюка на канат передаётся через блоки.

### Устройство
В нормальной крюковой подвеске крюк с гайкой на хвостовике с помощью упорного шарикоподшипника со сферическими шайбами опирается на траверсу, которая шарнирно закреплена в отверстиях серёг и защитных щитках. В верхней части серёг и щитков имеются отверстия, в которых неподвижно закреплена ось с опирающимися на неё посредством подшипников блоками. Шарнирное крепление траверсы в серьгах необходимо для того, чтобы крюк вместе с траверсой можно было повернуть относительно продольной горизонтальной оси траверсы, тем самым облегчая зачаливание груза. Между щитками размещают согнутый из листовой стали кожух, который предназначен для предотвращения выпадания ослабленного каната из ручья блока.

## Применение в технике

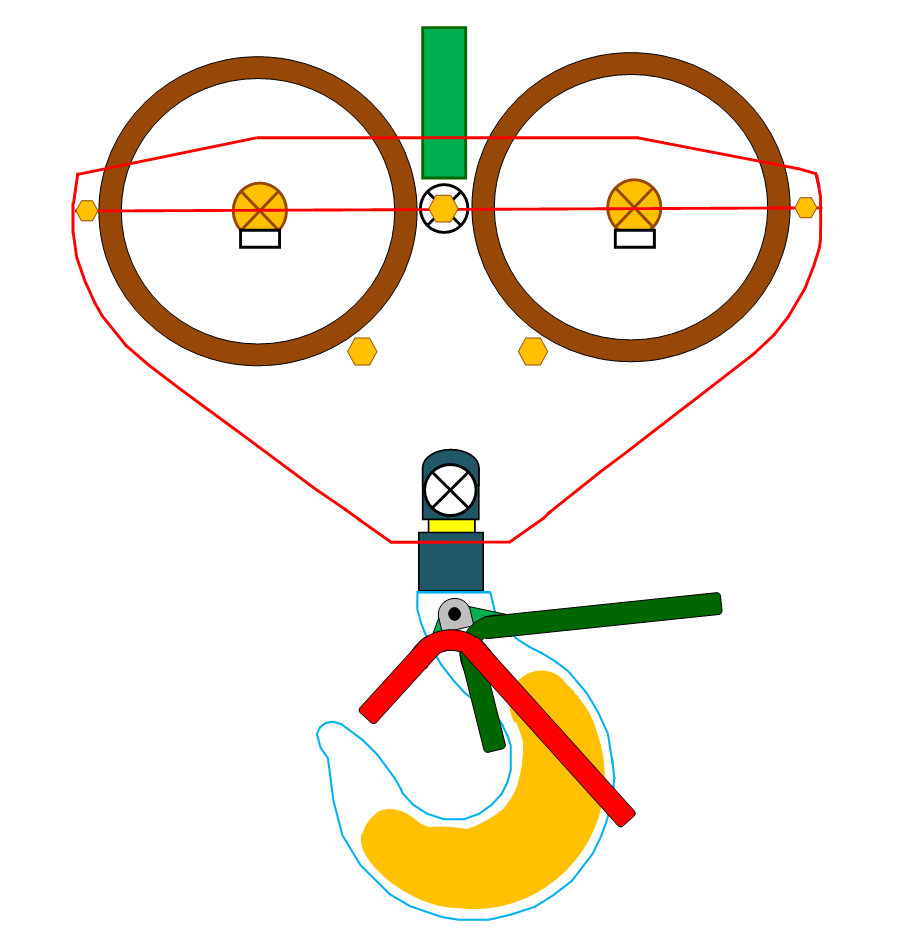
Двухосная подвеска крана КБ-403А

### Башенные краны
На кранах чаще всего применяют двух- и трёхосные подвески, но бывают исполнения и без оси.

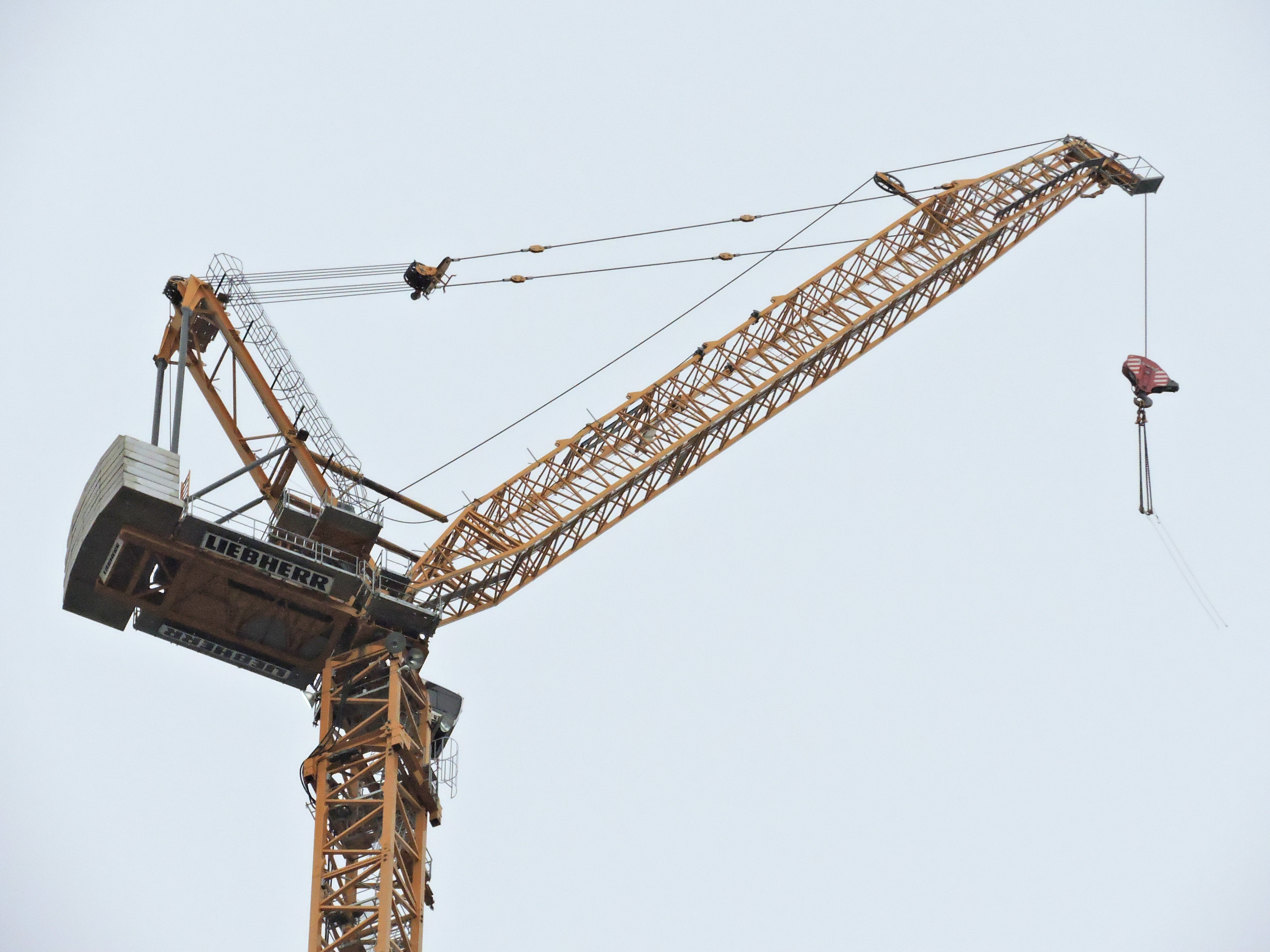
Башенный кран «Liebherr» с маховой стрелой. У таких кранов допускается исполнение крюковой обоймы без блока для экономии троса

#### Двухосная подвеска
Двухосная крюковая подвеска крана КБ-403А состоит из двух листовых щёк, двух осей, на которых на шарикоподшипниках установлены блоки, траверсы и пропущенного через неё крюка. Щёки стянуты между собой болтами с распорными трубками. Крюк опирается на траверсу через упорный шарикоподшипник и может вращаться относительно траверсы и щёк подвески. Такое крепление позволяет разворачивать поднятый груз вокруг вертикальной оси подвески. Подшипник крюка закрыт от грязи и влаги крышкой и резиновыми уплотнителями. На крюке установлен предохранительный замок, который при работе препятствует произвольному выходу серьги съёмного грузозахватного приспособления из зева крюка.

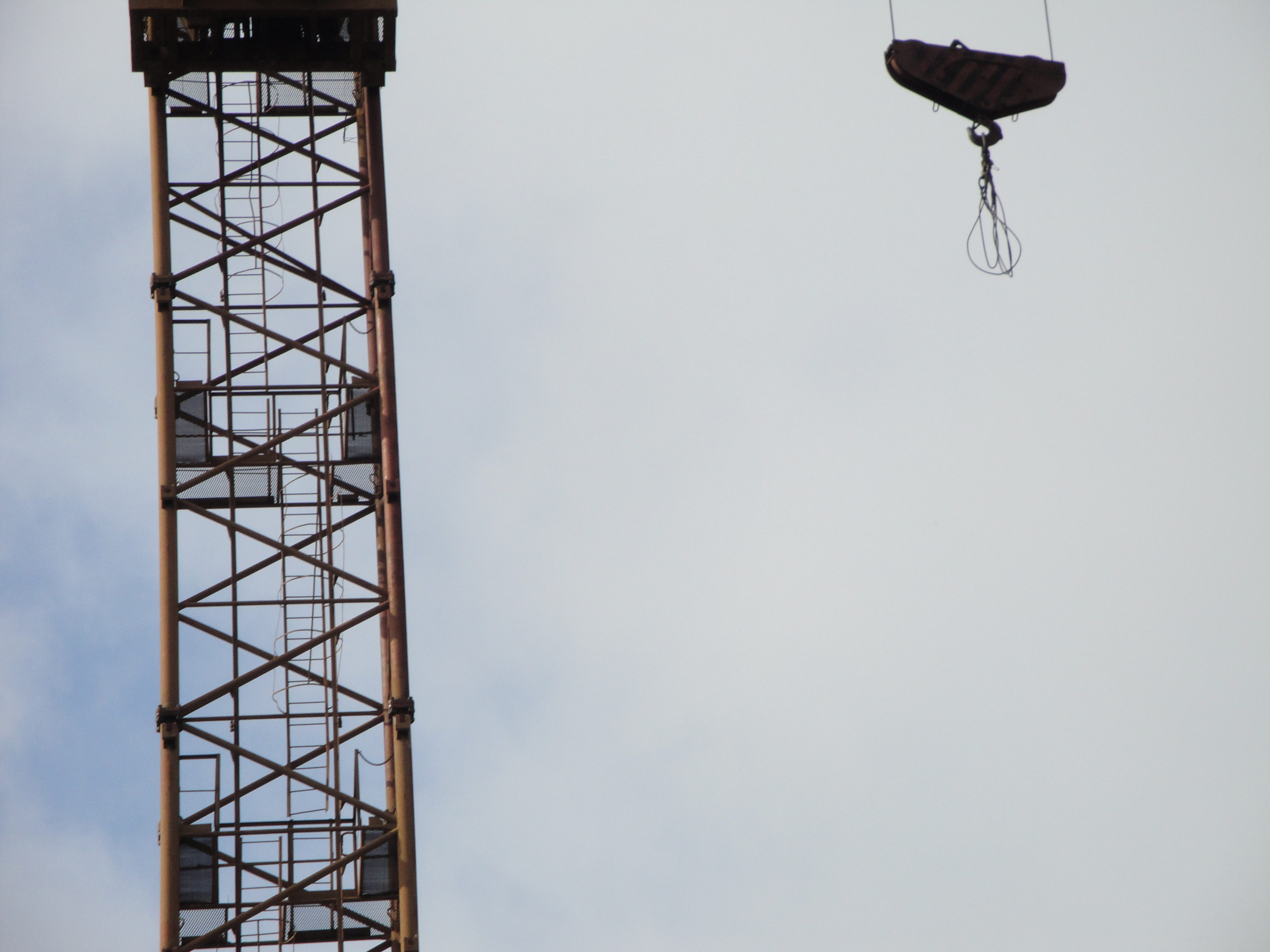
Крюковая обойма крана КБ-674

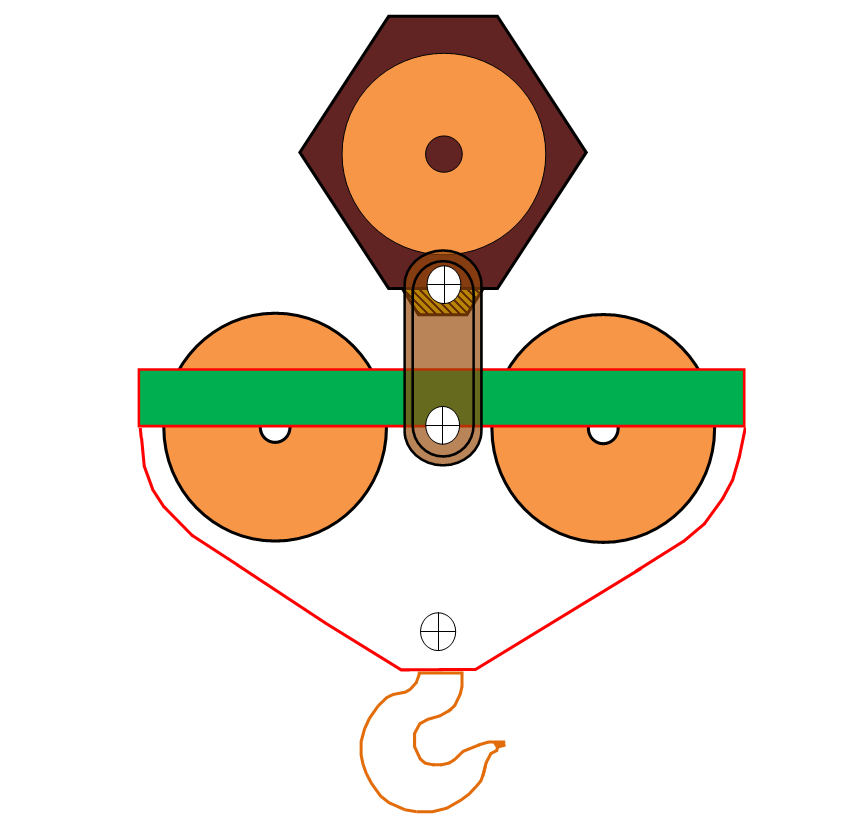
Трёхосная подвеска КБ-674

#### Трёхосная подвеска
Трёхосная подвеска крана КБ-674 состоит из двух частей:
- Основной двухосной подвески (такой же, как на кране КБ-403)[3].
- Дополнительной обоймы, присоединяемой к основной (для изменения кратности полиспаста с двух на четыре) с помощью серьги и пальца[3].

Дополнительная обойма состоит также из двух щёк, между которыми в центре закреплён на оси блок. В нижней части к щекам с помощью пальца крепится серьга с шарнирным соединением посередине. Щёки обоймы стянуты между собой болтами с распорными трубками. Иногда на щёки крюковых подвесок навешивают дополнительные грузы (пример — груз на трёхосной подвеске КБ-674).